# Римо-італійський союз

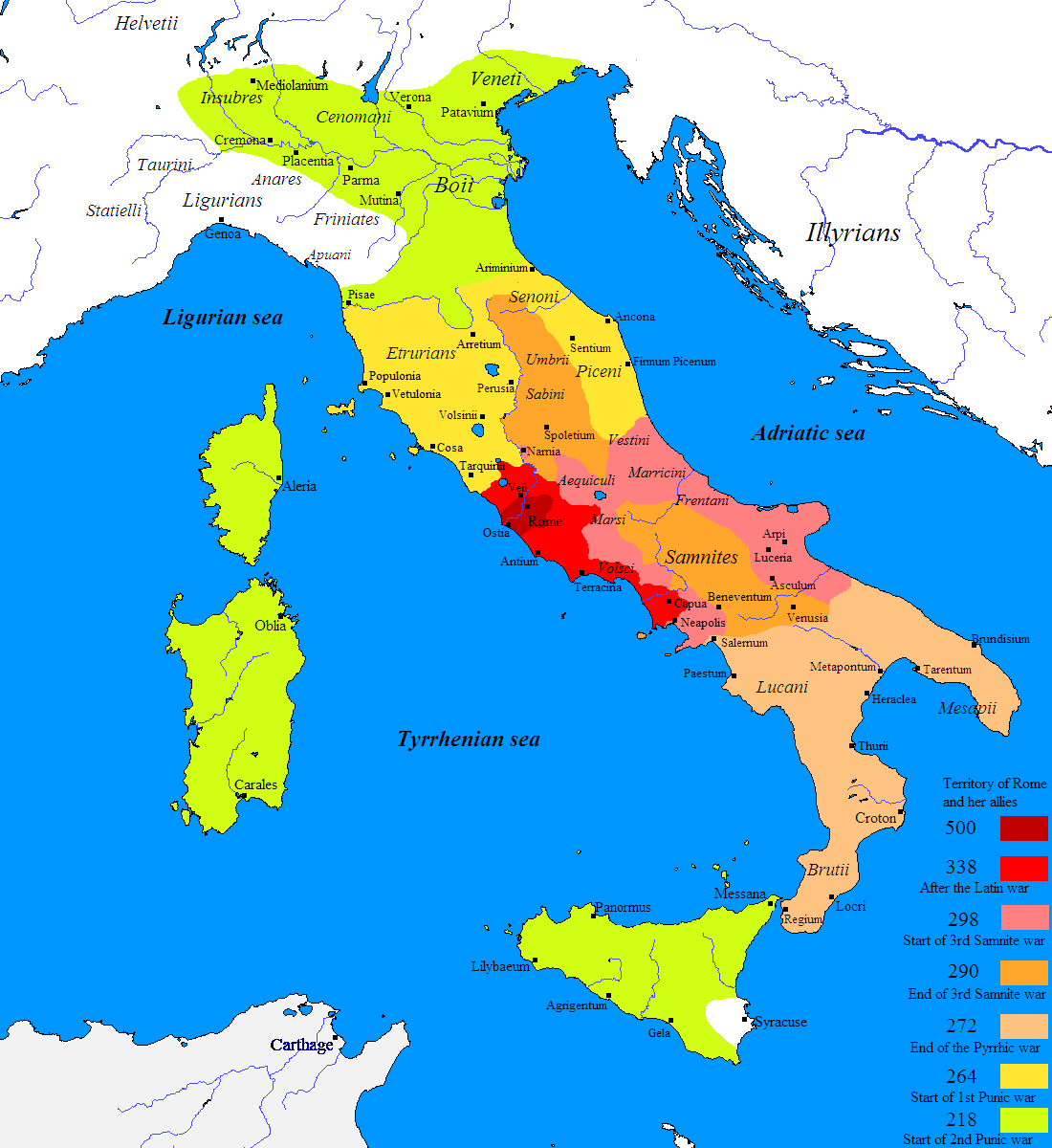
Завоювання Римом Італії - часткова асиміляція- формування Римо-італійського союзу

Увага:  Не вказане значення "common_name"

Римо-італійський союз (лат. unio) — своєрідна державно-правова форма, що сформувалася в Італії й отримала в науці назву Італійського, а точніше Римо-італійського союзу, часто також відома як федерація італійських держав і племен під верховенством Риму, що остаточно сформувалася в ході боротьби за Італію до 60-х років III століття до н. е..

## Передумови формування
Рання римсько-італійська цивілізація за п'ять віків свого розвитку пройшла складний історичний шлях від окремих суспільних відносин і первинної державності в містах Великої Греції і Етрурії до єдиної сильної державної структури — Римсько-італійського союзу. Боротьбу за насильницьке об'єднання Італії і Великої Греції очолила й довела до кінця Римська община. Відстаючи в VIII—V ст. від грецьких і етруських міст за рівнем свого соціально-економічного, політичного й культурного розвитку, невелика Римська община на Тибрі змогла вирішити свої складні внутрішні проблеми, добитися відомого соціального консенсусу, стабілізувати економіку й створити потужну військову організацію. Це забезпечило військовий успіх Риму у війнах з численними сусідами. Але не лише військове насильство вело до об'єднання міст. Це об'єднання відбивало і глибинне прагнення італійських племен до союзу, що зростало і із загальної етнічної спорідненості усіх італіків, і із спільності основних принципів громадського облаштування полісного типу італіків і греків, і з суворої необхідності об'єднання сил проти нападу варварських племен на Італію (вторгнення кельтів).
Природним ініціатором такого об'єднання міг стати сам Рим, історію заснування якого передає антична традиція та сформована навколо римська община, розташована в географічному центрі Італії, місці перетину основних сухопутних і морських доріг, різних культурних впливів італійських племен, етрусків і греків. В процесі римських завоювань була вироблена адекватна форма організації єдиної Італії — Римо-італійський союз на чолі з Римом, що поєднує найширшу автономію окремих суб'єктів союзу: полісів, громад, племен і достатню, але авторитарну владу центру — Риму, що мав в розпорядженні великі можливості для проведення загальної політики об'єднаної Італії. Незважаючи на окремі слабкості структури Римсько-італійського союзу, протиріччя між союзними громадами і центром — Римом, що призводили до воєн і повстань, Римо-італійський союз в цілому як сильна держава федерального типу зберігав свою міцність і стабільність впродовж майже півтора століть. Об'єднання Італії відкривало можливості для відомої уніфікації економіки, соціальних, політичних структур і культури численних міст, громад і племен, що стоять на різних рівнях історичного розвитку.

## Структура Римо-італійського союзу
Походження римо-італійської федерації розгадати складно. Вона складалася історично, і не завжди в процесі її розвитку можна простежити свідому регулюючу волю. Часто сила обставин змушувала порушувати принципи, покладені в її основу. До того ж складна політико-юридична форма, в яку було покладено панування Риму, ускладнює розуміння його соціальної структури. Так, вільне населення Італії в основному ділилося на 6 категорій.

### Римські громадяни
Дана категорія включала в себе членів правлячої римської громади, що володіють всією сукупністю політичних і цивільних (в вузькому сенсі слова) прав. Вони жили як на території самого Риму, так і на землях, які безпосередньо належали римській громаді (лат. ager Romanus) на правах завоювання. До числа римських громадян належали і члени цивільних колоній (лат. coloniae civium Romanorum). Такі колонії ґрунтувалися зі стратегічними цілями і спочатку мали суто військовий характер. Але в II ст., з епохи Гракхів колонії стали засновувати з метою наділення землею незаможних громадян, причому їх почали виводити і за межі Італії, в провінції. Нарешті, з часу Сулли (початок I ст.), колонії засновувалися для того, щоб винагородити колишніх солдатів (ветеранів).
У більшість міст Сулла відправив колоністів із числа солдатів, що були в нього на службі, щоб мати по всій Італії свої гарнізони; землю, що належала цим містам, житлові прриміщення, що були в них, Сулла розподіляв між колоністами. Це здобуло їх прихильність до нього і після його смерті. Так як вони не могли вважати своє становище міцним, поки не зміцняться розпорядження Сулли, то вони боролися за справу Сулли і після його кончини.— Appiani Historia Romana. Vol. 1: Prooemium, Iberica, Annibaica, Libyca, Illyrica, Mithridatica, Fragmenta / Ed. P. Viereck, A.G. Roos, E. Gabba. Lipsiae: In aedibus B.C. Teubneri, 1962
З цивільних колоній III в. нам відомі Анций, Тарраціна, Остія, Понтія, Сена Галлська і ін.

### Муніципії, або громади з правом голосування
Цим терміном позначалися колишні іноземні громади, які отримали повні права громадянства.
Першою такою громадою був Тускул (381 м), потім муніципальні права отримали Аріція й інші громади північного Лація

### Общини без права голосування
Історично ці громади також виникли з іноземних полісів, підпорядкованих Римом, і зберегли право самоврядування (хоча і дещо обмежене). Але римський уряд спочатку не давав їм повних прав громадянства. Їх жителі могли вступати в законний шлюб з римськими громадянами, їх власність перебувала під захистом римських законів, але вони не могли брати участі в коміціях і бути обраними на римські державні посади. До таких общин належав Неаполь та інші міста Кампанії.

### Латинські колонії
Це були колонії військового типу, засновані громадами, які входили в латинський союз. Але, хоча латинський союз після 338 р до Р. Х. припинив своє існування, колонії з латинським правом продовжували створюватися. Часто вони складалися з римських громадян, іноді права латинської колонії давали і нелатинським громадам. Латинські колонії розглядалися як самостійні громади, котрі володіли повною автономією аж до права карбування монети (це право, втім, було обмежено в 60-х роках III ст. до Р. Х.). Їх жителі служили не в легіонах, а в особливих військових одиницях (когортах), які перебували під верховним командуванням римських воєначальників. На ІІІ ст. до Р. Х. їх налічувалося більше 30: Андрія, Луцерія, Цирцеї та ін. Платню їм повинна була сплачувати та громада, яка виставила даний контингент.

### Союзники
То була найчисленніша категорія Італіків. Історично вона виникла таким чином: Рим укладав з тією чи іншої громадою, переможеною на війні, союзний договір, розглядаючи її як незалежну державу. Договори могли бути різними, але, як правило, союзники зберігали державну самостійність з одним тільки вагомим обмеженням: вони не могли вести зовнішньої політики, яка залишалася в руках Риму. Обов'язки союзних громад по відношенню до Риму зводилися виключно до постачання і утримання військових контингентів.
Приморські міста «морські союзники» повинні були постачати Риму судна та екіпажі для них. Державний устрій союзних громад в цілому наслідував римський (коміції, сенат, магістрати), але з деякими місцевими особливостями. До союзників належали самнітські племена, Тарент та інші

### Піддані
Останню і найбільш безправну категорію італійського населення становили ті племена й громади, які повністю покладалися на милість переможця — Риму. Вони, зазвичай, і називалися «ті, що здалися» (dediticii (переводимо це словом «піддані»)). Вони не користувалися майже ніякими правами, не могли носити зброї і були підпорядковані імперією римських магістратів і промагістратів, що мали військове командування в Італії. На становищі dediticii перебували деякі племена Південної Італії, наприклад, брутто. Ця категорія отримала особливого поширення після Другої Пунічної війни, коли перейшли на бік Ганнібала.

## Характер римського управління Італією
Державне або міжнародне утворення, що сформувалося в результаті римського завоювання, як уже зазначалося, трактується в основному сучасними науковцями на основі двох можливих термінів — союз або федерація. Однак, цікавим є той факт, що жоден античний письменник не згадував даних термінів. Нічого не сказано про них і в тогочасних документах. Як бачимо, римляни оголошували війну та укладали договір про мир чи дружбу винятково від імені Риму, а не Риму та членів союзу.
На наступних умовах, якщо вони будуть бажаними і для народу римського, повинна бути дружба між карфагенянами і римлянами: карфагеняни повинні покинути всю Сицилію, не воювати з Гієроном, не йти війною ні на Сиракузи, ні на їх союзників; карфагеняни повинні видати римлянам всіх полонених без викупу; карфагеняни повинні будуть оплатити римлянам протягом двадцяти років двісті евбейських талантів срібла.— Полібій. Всеобщая история. Т. I (кн. I—V). М., 1890
Однак, в міжнародних договорах торговельного характеру можна помітити окремі привілеї чи обмеження для римлян та їх союзників.
На наступних умовах повинна бути дружба між римлянами та їх союзниками із карфагенянами та їх. Римлянам і їх союзникам забороняється плавати далі Прекрасного,***лише за винятком того випадку, якщо вони будуть загнані туди бурею чи, якщо хто-небудь буде засланий туди мимовільно, він не має права нічого купувати або отримувати за винятком найнеобхіднішого знаряддя для ремонту судна чи залишатися там він може не більше 5 днів. Ті, що з'явилися у торгових справах, не можуть укласти ніякої угоди, інакше як за допомогою глашатая чи писаря. За все, що було би продано в Лівії і Сардинії в присутності цих посадових осіб, нехай відповідає перед продавцем держава. Якщо хто-небудь із римлян з'явиться у тій частині Сицилії, яка підвладна Карфагену, то в усьому римляни повинні послуговуватися на одних правах із карфагенянами. Зі свого боку карфагеняни не повинні завдавати ніякої шкоди народу ардеатів, анціатів, лаврентинців, цирцейців і таррацинців,* а також жодному іншому із латинських міст, які підвладні Риму. Карфагеняни зобов'язуються не займати будь-яке із цих міст і тоді, коли воно відійде від римлян, а якщо вони і займуть його, то повинні в цілісності повернути римлянам. Карфагеняни не повинні будувати ніяких укріплень в Лації.— Полібій. Всеобщая история. Т. I (кн. I—V). М., 1890
Це означає те, що насправді союзом або ж федерацією називаються відносини, що своїми привілеями та обмеженнями щодо інших держав та племен проявляють характер союзу або ж федерації.
Чим була італійська федерація? Найбільше вона нагадувала грецькі симмахії типу Афінського морського союзу, але з тією відмінністю, що в Італії правова диференціація громад була проведена набагато суворіше. Італія під владою Риму аж ніяк не була територіальним національним утворенням. Це була федерація автономних і напівавтономних полісів і племен, фактично підлеглих Риму. Такий характер італійської держави випливав з середовища рабовласницького поліса як самодостатнього і замкнутого цілого і з характеру рабовласницької економіки, нездатної створити єдиний національний ринок, а отже, і єдиного територіального утворення. Тут вже вкотре має місце юридичне становище членів так званої федерації по відношенню до Риму. З одного боку, Рим повинен був рахуватися з питомою вагою підкорених громад; цілком очевидно, що споріднений за культурою Тускул або багату Капую не можна було ставити в один ряд з некультурними брутто; з іншого боку, римський уряд проводив свідому політику роз'єднання, ставлячи італійські громади в різне правове становище; в дусі тієї ж політики римляни завжди й незмінно підтримували в завойованих громадах аристократію, що давало можливість спиратися на неї в необхідних випадках. В управлінні Італією Рим дотримувався порівняно м'якої тактики: завойованим надавалася певна внутрішня самостійність, а деяким — навіть права римського громадянства. Така м'яка політика по відношенню до італіків стояла в різкому протиріччі з більш пізньою провінційною політикою Риму. Населення провінцій розглядалося як абсолютно безправна маса підданих, обкладалося високими податками і т. д.
Надважливим випробуванням міцності Римо-італійського союзу стали Пунічні війни, у яких, перш за все, яскравво проявилися відмінності обох полісів — Риму та Карфагену щодо положення військового контингенту та характеру управліннями підданими в цілому. Так, члени римо-італійського союзу загалом зосталися вірними Риму, і саме це стало однією з причин поразки Карфагену Все-таки, варто наголосити і на негативному результаті війни,  який зовсім скоро вилився в громадянську війну, зокрема тут особливе місце займає союзницька війна 91-81 рр. до н.е, що стала важким ударом для римської республіки загалом. Не менш важливими стали й інші нслідки, що спричинили зміни у внутрішніх відносинах Італії та економічній сфері. Так, південь Італії був надзвичайно розорений, хоча й Середня Італія постраждала менше, однак й там складне становище було неминучим для дрібного селянства. Так, деякі поліси були позбавлені статусу автономії (Капуя,Тарент, інші племена узагалі були обмежені в правах до статусу підданих (Бруттії). В цілому завоювання й об'єднання Італії мало велике історичне значення як для Риму, так і для самої Італії. Рим, опираючись на матеріальні блага півострова, зокрема на невичерпні людські ресурси, міг вирішувати важливі питання в плані зовнішньої політики, які виникали перед ним протягом наступних століть.

## Зміна статусу столиці
Так, союзницька війна 91-88 рр. до Р.Х., про яку уже згадувалось в попередньому розділі, принесла значні зміни в римо-італійський союз. Перш за все, значна частина італіків отримала римське громадянство та формально зрівнялася у правах із муніципіями із правом голосування. Однак, в дійсності нових громадян було зачтислено лише до восьми триб із 35 можливих, що свідчить про подальше обмеження їх соціально-економічних прав. У даному випадку переможець Рим лише пішов на формальні поступки переможеним союзникам, що дещо розширили свій статус. Не залишився без змін і статус самої столиці - Рим втратив своє виняткове положення в Італії і став primus inter pares – перший серед рівних.

## Римо-італійський союз під час падінняРимської республіки
У 31 році до Р.Х. у морській битві при мисі Акцій флот Антонія та Клеопатри зазнав нищівної поразки. У сучасних істориків часто виникає запитання, чому переміг Октавіан Август, згодом перший імператор. Існує ряд причин, що дає пояснення даному перевороту подій. Одна з найвагоміших - єдиний апарат Римської держави - Італія за спиною Октавіана. Нехай із втраченою стабільністю та пошматованістю, однак єдиний державний апарат - Римо-італійський союз залишався чинним на момент краху республіки.

## Рим та Італія наприкінціантичності
Унаслідок поділу Римської імперії 395 р. н.е Італія відійшла до складу Західної Римської імперії. У даному випадку варто зосередити увагу на її остаточному колапсі. Так, у вирі краху фактично одна Італія зоставалася під владою Риму до середини 460-х років н.е 
Так, Італія, що була захоплена та частково асимільована Римом до 60-х років 3 століття до Р.Х. формально перебувала під його верховенством майже до фінальної межі античного світу.